# 국방시설본부
국방시설본부(國防施設本部, Defense Installations Agency)는 군 시설공사의 집행에 관한 업무, 주한미군 시설의 이전사업과 주한미군에게 공여(供與)된 재산의 관리에 관한 업무를 관장하기 위하여 설치된 대한민국 국방부 직할부대이다.

## 설치 근거
- 국방시설본부령 제1조

## 같이 보기
- 대한민국 국방부